# 1717年海盜法
1717年海盜法（Piracy Act 1717），又稱1717年流放法（Transportation Act 1717），是英國議會的一項法令，該法令同意把犯罪的英格蘭人送到北美殖民地服徒刑7-14年代替死刑。
刑滿具有赦免的效果；在期满之前返回英國的懲罰是死刑。估計有50000名罪犯（婦女，男子和兒童）被運送到英屬美洲殖民地。該法規定，商人和其他人士可以在提供擔保後與流放犯簽訂合同（契約勞工），保證流放和服務將完成。為此，該法宣佈擔保人可在罪犯的流放和服務中擁有他們的財產和權益。
這法原意是減少英國本土的貧窮人口和罪犯，和獲得廉價墾荒人力，這法一直持續到1776年美國獨立為止（後來轉向澳洲輸出罪犯至1868年）。
1. ↑  Ekirch, Roger. . New York: Clarendon/Oxford University Press. 1987: 27. ISBN 978-0198202110.